# Скоморовский, Рафаил Соломонович
Рафаил Соломонович Скоморо́вский (12 [24] декабря 1899, Житомир — 21 сентября 1962, Киев) — русский советский прозаик, поэт, журналист и переводчик. Член Союза писателей СССР (с 1934 года).

## Биография
Родился в семье Соломона (Шлойме-Цви) Ароновича Скоморовского (1858, Житомир — 1934, Киев) — доктора медицины и философии, литератора на иврите, идише, русском и немецком языках, казённого раввина Житомира, и учительницы Розы Нафтуловны Скоморовской. Семья жила в доме Виленского на Любарской улице.
Учился в Киевском коммерческом училище 1-го общества преподавателей, которое окончил в 1918 году. После окончания коммерческого училища в течение двух лет изучал филологию в Институте народного образования в Киеве, а затем в годы гражданской войны служил в Красной армии. Демобилизовавшись, проучился ещё два года в Киевском медицинском институте. 
В литературе Рафаил Скоморовский дебютировал в 1918 году, когда в киевском журнале «Литературные записки» было напечатано его стихотворение «Море». Профессионально литературной и журналистской деятельностью начал заниматься с 1922 года. Работал заведующим отделами литературы, информации, культуры и искусства, рабочей жизни в ряде газет и журналов («Пролетарская правда», «Киевский пролетарий», «Вечерний Киев», «Всеукраинский пролетарий», «Ударник», «Соціалістичний Київ», «Советская литература» и др.).
В 1930 году в издательстве «Земля и Фабрика» (Москва — Ленинград) вышла первая книга Раф. Скоморовского (так значилось на всех прижизненных изданиях его произведений) — роман «Интеллигенты». Затем в Киеве опубликованы сборники «Человек растет», «Рассказы».
В июле 1941 года постановлением президиума ССПУ совместно с группой писателей Украины был эвакуирован в город Уфу, где работал в журнале «Українська література». В голодные и холодные годы войны уфимские киевляне (а в столицу Башкирии эвакуировали и творческие союзы Украины, и Украинскую академию наук, и киевские театры) составили настоящее братство, объединенные общим стремлением помогать фронту. Ученые работали на оборонную промышленность — достаточно назвать имя академика Е. О. Патона, артисты, как и литераторы, выступали в госпиталях. В серии малоформатных книжечек «Фронт и тыл» — «Библиотека Союза советских писателей Украины» (как значилось на обложке каждой) выходили сборники стихов, рассказов, публицистических статей и фронтовиков, и тех, кто работал в Уфе. Напечатаны в серии и «Запорожцы» Р. Скоморовского, и его переводы стихов и прозы украинских и еврейских литераторов.
В 1943 году был направлен в Киев, где печатался в газетах «Літературна газета», «Радянська Україна», «Правда Украины», «Радянське мистецтво», «Ленинское знамя», «Київська правда» и др. Принимал участие в сборе материалов для «Черной книги», в январе 1945 года в газете «Радянська Україна» опубликовал очерк о трагедии в Бабьем Яре под названием «Кривавий Яр» — один из первых очерков на данную тему.
В послевоенные годы писал рассказы, очерки, роман «Суровые годы», переводил произведения украинских писателей.
Николай Ушаков отметил, что Рафаил Скоморовский начав со стихов, писал их всю жизнь, но публиковал лишь в ранней молодости и следующим образом определил особенности творчества Р. Скоморовского: 

Р. С. Скоморовский — поэт и он же — прозаик всегда шли как бы рядом. Первый не мешал второму, второй первому, оба дополняли друг друга и поддерживали. Лирик дарил новеллисту тонкость и нежность высказывания, новеллист предопределял более строгий и законченный рисунок лирического стихотворения"
Скончался 21 сентября 1962 года в Киеве и похоронен на Байковом кладбище.

## Семья
- Жена — Нина Нухимовна Скоморовская (урождённая Винер, 1903—1972)[5].

## Публикации

### Книги
- «Интеллигенты», роман, 1930;
- «Ферма в лесу», очерки, 1931;
- «Человек растет», рассказы и очерки, 1935;
- «Сосны шумят» ( соавтор - Гордеев Семён Моисеевич), очерки, 1939, 2 издания (1-е издание — на русском языке, 2-е — перевод на украинский язык);
- «Сім’я патріотів Артемових» (в соавторстве с С. Бланком), рассказы, 1940  (укр.);
- «Рассказы», 1940;
- «Запорожцы», рассказы, 1942;
- «Суровые годы», роман, 1958 (первая публикация в журнале «Советская Украина», 1956, № 5-7 с иллюстрациями З. Толкачева);
- «Возвращение», рассказы, 1972.

### Переводы
Переводил с украинского языка произведения:
- Г. Квитка-Основьяненко;
- О. Кобылянской;
- М. Коцюбинского;
- О. Десняка;

С идиша:
- Д. Гофштейна;
- А. Гонтаря.